# Мали на Светском првенству у атлетици у дворани 2022.
Мали је учествовао на 18. Светском првенству у атлетици у дворани 2022. одржаном у Београду од 18. до 20. марта једанаести пут. Репрезентацију Малија представљао је 1 такмичар који се такмичио у трци на 60 м препоне.,
На овом првенству такмичар из Малија није освојио ниједну медаљу нити је остварио неки резултат.

## Учесници
Мушкарци:
- Ричард Дијавара — 60 м препоне

## Резултати

### Мушкарци
| Атлетичар       | Дисциплина  | Лични рекорд | Квалификације | Квалификације | Полуфинале           | Полуфинале           | Финале               | Финале       | Детаљи |
| Атлетичар       | Дисциплина  | Лични рекорд | Резултат      | Место         | Резултат             | Место                | Резултат             | Место        | Детаљи |
| --------------- | ----------- | ------------ | ------------- | ------------- | -------------------- | -------------------- | -------------------- | ------------ | ------ |
| Ричард Дијавара | 6 м препоне | 7,84         | 7,98          | 6. у гр. 4    | Није се квалификовао | Није се квалификовао | Није се квалификовао | 42 / 44 (46) |        |